# Corylophus tectiformis
Corylophus tectiformis là một loài bọ cánh cứng trong họ Corylophidae. Loài này được Wollaston miêu tả khoa học đầu tiên năm 1854.